# ليودميلا بيلوسوفا
ليودميلا إيفجينيفنا بيلوسوفا (الروسية:Людмила Евгеньевна Белоусова ؛ 22 نوفمبر 1935 - 26 سبتمبر 2017) لاعبة تزلج ثنائية سوفييتية وروسية مثلت الاتحاد السوفيتي مع شريكها وزوجها أوليغ بروتوبوف ، بطلة أولمبية مرتين (1964 ، 1968) وبطولة العالم أربع مرات (1965-1968).

## حياتها الشخصية

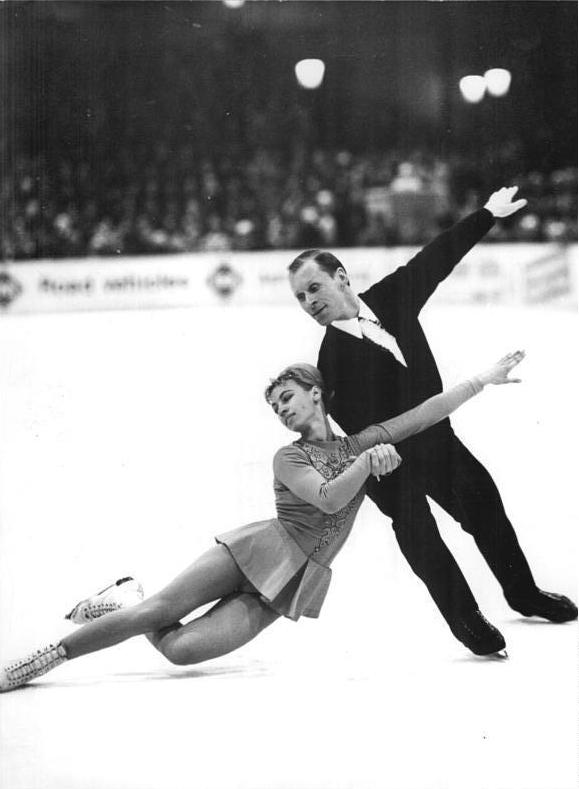
ليودميلا بيلوسوفا

درست بيلوسوفا الهندسة في الجامعة، تزوجت من بروتوبوبوف في ديسمبر 1957، على الرغم من أنها احتفظت باسمها قبل الزواج بعد زواجهما ، كان يشار إلى الزوجين عادة باسم "بروتوبوف". حرصًا على الاستمرار في التزلج ، قرر الزوجان عدم إنجاب الأطفال.
في 24 سبتمبر 1979 انشق بيلوسوفا وبروتوبوف إلى سويسرا أثناء قيامهما بجولة وطلبا اللجوء السياسي.استقروا في جريندلفالد وحصلوا على الجنسية السويسرية في عام 1995. بقيت سويسرا منزلهم الشتوي بينما كان منزلهم الصيفي ومركز تدريبهم بحيرة بلاسيد ، نيويورك. في 25 فبراير 2003 ، قاموا بزيارة روسيا بعد 23 عامًا من اللجوء، بدعوة من فياتشيسلاف فيتيسوف. كان لديهم آخر عرض رقص في عام 2016 ، عندما كانت بيلوسوفا تبلغ من العمر 80 عامًا.